# Edoardo Chiossone
Edoardo Chiossone (* 20. Januar 1833 in Arenzano; † 11. April 1898 in Tokio) war ein italienischer Radierer.

## Leben
Ab 1847 nahm er für acht Jahre bei Raffaele Granara an der Accademia Ligustica in Genua Unterricht im Radieren. Er machte sowohl Kupferstiche als auch Ätzradierungen. Während seines Studiums erhielt er mehrere Auszeichnungen für seine Arbeiten, darunter Kopien von Renaissance-Meistern. Die Akademie hat einiges davon archiviert, was nun Bestandteil des angeschlossenen Museums ist.
Sein Cousin Domenico Chiossone, ebenfalls ein Radierer, gab 1860 Italia artistica o Galleria di capolavori italiani disegnati ed incisi dai quadri originali esistenti nelle varie città heraus, deren Illustrationen die beiden anfertigten. Textautor war David Chiossone.
Er wurde als oyatoi gaikokujin nach Japan geladen und 1872 zum Direktor der staatlichen Druckerei des Finanzministeriums in Tokio ernannt. 1888 fertigte er das offizielle Porträt des Kaisers Meiji an.
Chiossone sammelte japanische Kunst, die er der Stadt Genua mit dem Auftrag, ein Museum zu gründen, hinterließ. Dieses eröffnete 1905 als Museo d’arte orientale Edoardo Chiossone.
Chiossone selbst liegt im Bereich der Ausländer auf dem Aoyama-Friedhof in Tokio begraben.

## Galerie

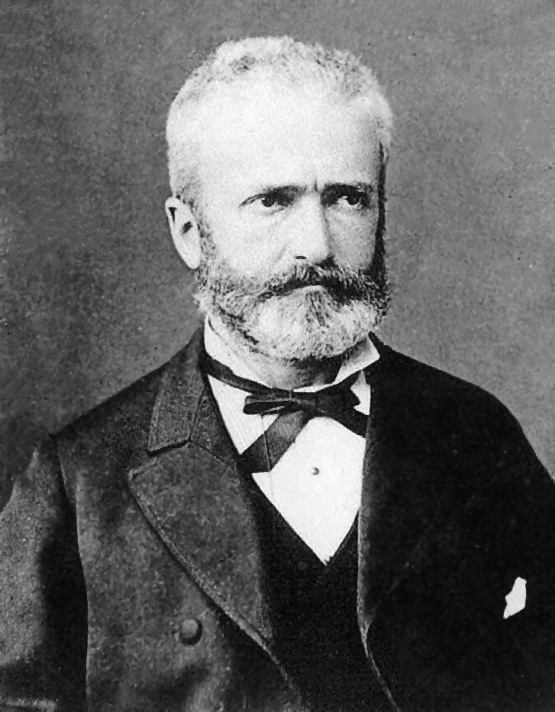
Fotografie Chiossones
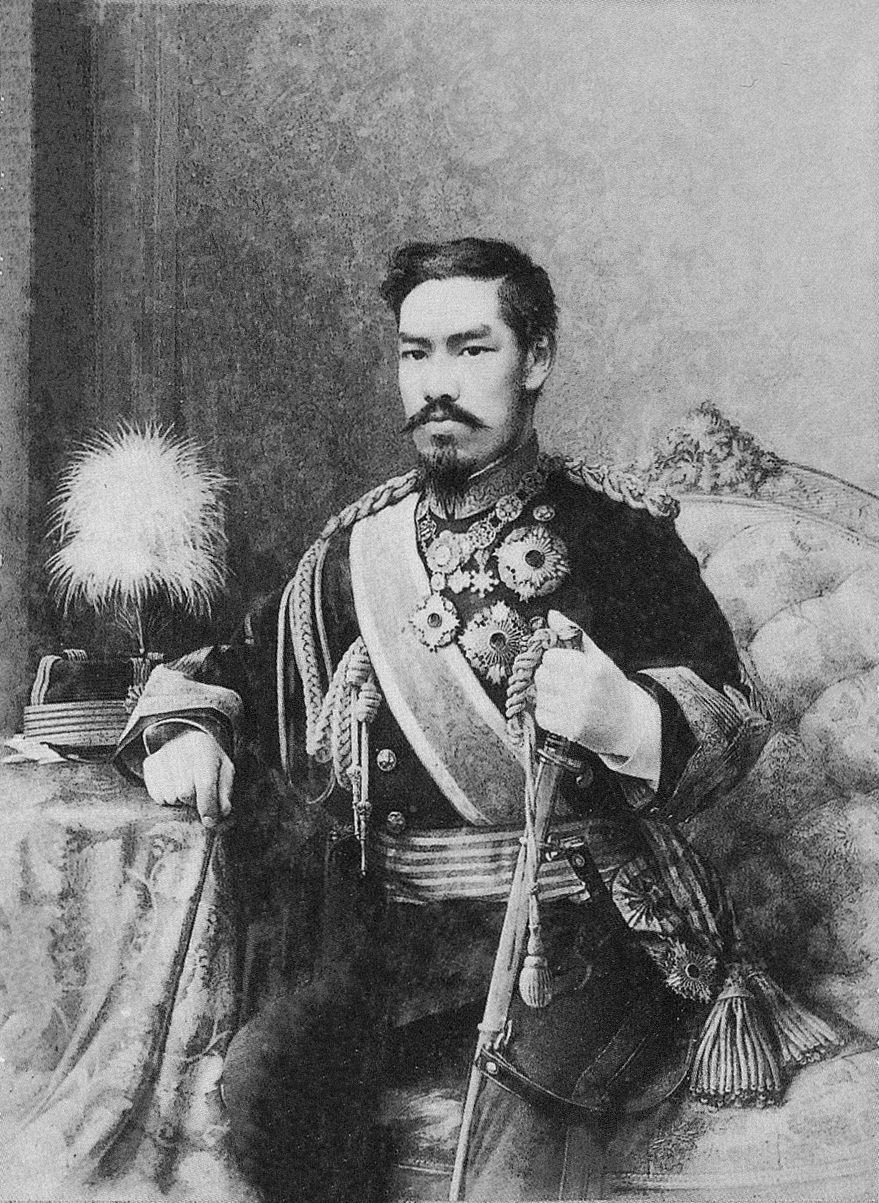
Offizielles Porträt des Kaisers Meiji, Conté-Kreidezeichnung von Chiossone
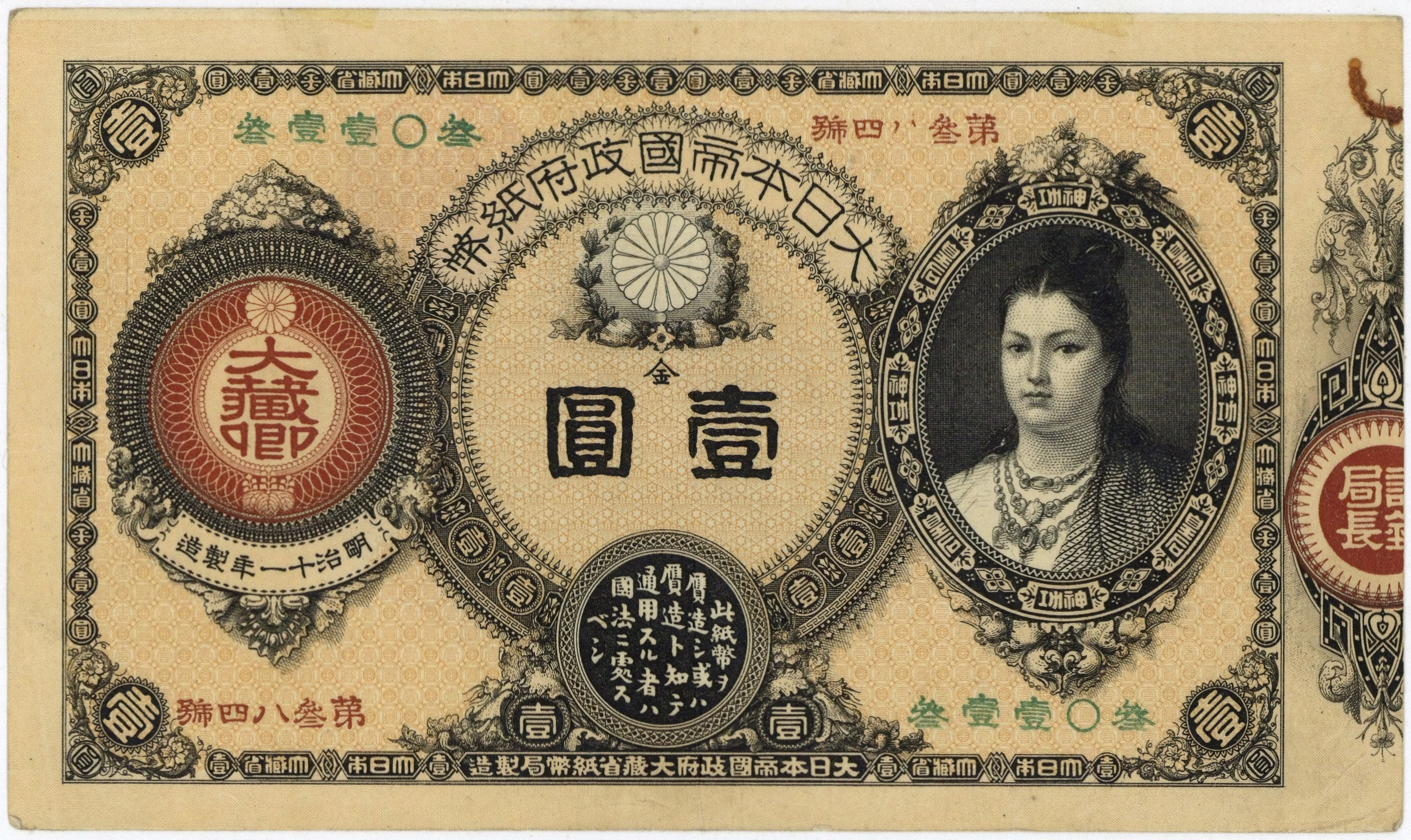
Banknote mit Stich Chiossones, der die Herrscherin Jingū darstellen soll